# Кремона
Кремо́на (італ. Cremona) — місто в італійському регіоні Ломбардія, адміністративний центр однойменної провінції.
Розташована на відстані близько 420 км на північний захід від Рима, 80 км на південний схід від Мілана.
Населення — 71 657 осіб (2014).

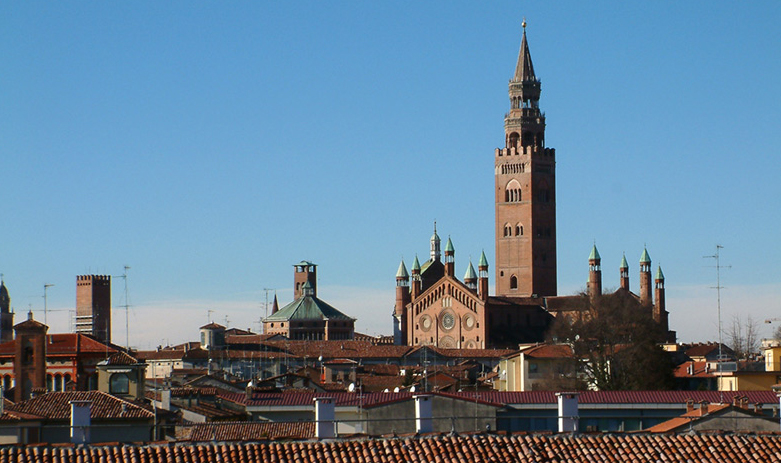
Панорама міста

Щорічний фестиваль відбувається 13 листопада.
Покровитель — Святий Гомобон.

## Історія
Місто почалося з римської колонії, заснованої у 219 році до н. е. для захисту метрополії від нашестя Ганнібала.
У добу Середньовіччя Кремона була активною учасницею Ломбардської ліги проти Фрідріха Барбаросси. Пізніше місто перейшло під владу Мілана.
Найбільшу славу Кремоні принесли скрипкові майстри — родини Аматі, Гварнері, Страдіварі (XVI-XVIII ст.ст.). У наш час у Кремоні працюють понад сто скрипкових майстрів.

## Культура
- Музей скрипки — музичний музей струнних інструментів з XVI-го століття до наших днів.
- Музей "Civico Ala Ponzone" — публічний історико-краєзнавчий і художній музей, розташований у палаці Аффайтаті XVI ст.[3]

## Пам'ятки
- П'яцца-дель-Комуне
- Бапристерій
- Романський собор

## Демографія
Населення за роками:

Станом на 1 січня 2023 року в муніципалітеті офіційно проживало 10 995 іноземців з 116 країн, серед них 4406 громадян країн Євросоюзу та 220 громадян України.

## Відомі люди
Кремона є батьківщиною видатного композитора доби пізнього Відродження і раннього бароко Клаудіо Монтеверді.

### Особи, пов'язані з містом
- Джироламо Романіно (1485—1566)- художник доби Відродження.
- Альтобелло Мелоне (1491—1543)- художник доби Відродження.
- Вінченцо Кампі (1536—1591)- художник доби пізнього Відродження і раннього бароко
- Костанцо Порта — пізньоренесансовий композитор, знавець контрапункту та викладач.
- Гварнері — одна з трьох відомих родин майстрів з виготовлення музичних інструментів
- Страдіварі — відома за межами Італії родина майстрів музичних інструментів.
- Донато Креті (1671—1749), художник доби бароко, уродженець Кремони
- Арістіде Гварнері (*1938) — відомий у минулому італійський футболіст, згодом — футбольний тренер.
- Антоніо Кабріні (*1957) — відомий у минулому італійський футболіст.

### Уродженці
- Ніколо Аматі (1596—1684) — відомий майстер музичних інструментів
- Франко Дзальйо (* 1936) — італійський футболіст, опорний півзахисник
- Мауро Бономі (1972) — відомий у минулому італійський футболіст
- Сімоне Романьйолі (* 1990) — італійський футболіст, захисник.

## Міста-побратими
- Алакуас, Іспанія, з 2004
- Красноярськ, Росія, з 2006
- Фюссен, Німеччина, з 2018

## Сусідні муніципалітети
- Бонемерсе
- Кастельверде
- Кастельветро-П'ячентіно
- Гадеско-П'єве-Дельмона
- Джерре-де'-Капріолі
- Маланьно
- Монтічеллі-д'Онджина
- Персіко-Дозімо
- Сесто-ед-Уніті
- Спінадеско
- Станьо-Ломбардо